# Поље урни (Доња Брњица)
Поље урни је археолошки локалитет који се налази у месту Доња Брњица, општина Приштина, који се датује у период од 1500. до 900. године п. н. е.
Некропола припада бронзаном добу и типу равних поља са урнама. Археолошким ископавањима утврђена су четири типа гробова. Конструкције су биле ниске и направљене од облутака и камених плоча. На подручју некрополе нису пронађени остаци ломаче на којој су окојници спаљивани.